# ویسوکا
ویسوکا رودی است که از کشور لهستان می‌گذرد و به ویستولا می‌ریزد. این رود ۱۶۴ کیلومتر طول دارد.